# Скрученно удлинённый трёхскатный купол
Скру́ченно удлинённый трёхска́тный ку́пол — один из многогранников Джонсона (J22, по Залгаллеру — М4+А6).
Составлен из 20 граней: 16 правильных треугольников, 3 квадратов и 1 правильного шестиугольника. Шестиугольная грань окружена шестью треугольными; каждая квадратная грань окружена четырьмя треугольными; среди треугольных граней 6 окружены шестиугольной и двумя треугольными, 1 — тремя квадратными, 3 — двумя квадратными и треугольной, 3 — квадратной и двумя треугольными, остальные 3 — тремя треугольными.
Имеет 33 ребра одинаковой длины. 6 рёбер располагаются между шестиугольной и треугольной гранями, 12 рёбер — между квадратной и треугольной, остальные 15 — между двумя треугольными.
У скрученно удлинённого трёхскатного купола 15 вершин. В 6 вершинах сходятся шестиугольная и три треугольных грани; в 3 вершинах — две квадратных и две треугольных; в остальных 6 — квадратная и четыре треугольных.
Скрученно удлинённый трёхскатный купол можно получить из двух многогранников — трёхскатного купола (J3) и правильной шестиугольной антипризмы, все рёбра у которой равны, — приложив их друг к другу шестиугольными гранями.

## Метрические характеристики
Если скрученно удлинённый трёхскатный купол имеет ребро длины {\displaystyle a}, его площадь поверхности и объём выражаются как
{\displaystyle S=\left(3+{\frac {11{\sqrt {3}}}{2}}\right)a^{2}\approx 12{,}5262794a^{2},}
{\displaystyle V={\sqrt {2}}\left({\frac {5}{6}}+{\sqrt {1+{\sqrt {3}}}}\right)a^{3}\approx 3{,}5160531a^{3}.}